# Michael Fahres
Michael Fahres (* 15. April 1951 in Bamberg) ist ein deutscher Komponist und lebt seit 1973 in den Niederlanden. 
Nach seinen Studien der Germanistik, Theaterwissenschaft, Musik und Philosophie studierte er am Institut für Sonologie bei G.M.König, W.Kaegi und O.E.Laske, Komposition unter Peter Schat, Konrad Boehmer, Louis Andriessen und Ton de Leeuw.
Er war von 1976 bis 1998 Direktor des Zentrums für elektronische Musik (CEM-Studio) und lebt heute als Komponist und Mitarbeiter des holländischen Rundfunks NPS in Utrecht.
1979 initiierte Fahres das „European Minimal Music“-Projekt, das in verschiedenen Ländern der Erde ausgestellt wurde.
1983 erhielt er den Kompositionspreis des Sweelinck-Konservatoriums.
Sein 1990 iniiertes Projekt „Sunwheel“, ein 16-stündiges Konzert zum Thema Sonne, in Zusammenarbeit mit Kurt Dahlke und Michael Jüllich, wurde zum europäischen Rundfunkpreis Prix Italia vorgeschlagen und in Lelystad und am Massada-Felsen in Israel aufgeführt.

## Veröffentlichungen
- 1985 Pianoharfe (LP, ECM)
- 1995 Zoophonia (CD, Valves)
- 1997 Hain (CD, Trikont)
- 1999 Radiolines (CD)
- 2002 Frames (CD, rh)
- 2007 The Tubes (CD, Cold Blue Music)
- 2007 Doors (CD, CCNC)
- 2007 Trains (CD, rh)